# Honda Rafaga

Heckansicht

Der Honda Rafaga ist eine viertürige Limousine der Mittelklasse des japanischen Automobilherstellers Honda, der zwischen Januar 1993 und 1997 ausschließlich in Japan verkauft wurde. Er verwendete dieselben Fünfzylinder-Motoren, die auch in der ersten und zweiten Generation des Honda Inspire und im Honda Vigor verwendet wurden. Der Rafaga teilte sich eine Plattform mit der zweiten Generation des Honda Ascot. „Rafaga“ ist spanisch für „Böe“ oder „stürmisch“.

## Übersicht
Der Rafaga und der Ascot wurden eingeführt, um als kompakte Limousinen unterhalb des Accord den japanischen Markt zu bedienen, weil die hohe Nachfrage nach dem Accord in Nordamerika ein breiteres Auto erforderte. Der Radstand des Rafaga war kürzer als der des etwas längeren Inspire und Vigor. Da der Fünfzylindermotor in Längsrichtung eingebaut wurde und die Gesamtlänge des Fahrzeugs den japanischen Vorschriften für Kompaktwagen entsprechen musste, wurden Kompromisse bei den Fondpassagieren eingegangen, was sich negativ auf den Absatz auswirkte.
Der Rafaga war ein Schwestermodell des Honda Ascot, der über das Honda Primo-Händlernetz verkauft wurde. Der Rafaga wurde dagegen bei Honda Verno-Händlern verkauft. Wie andere Honda-Produkte verfügte auch der Rafaga über eine Doppelquerlenkeraufhängung an Vorder- und Hinterachse.

### Motoren
Der Motor beim Rafaga ist längs eingebaut, dies ist die gleiche Konfiguration wie beim Vigor und Inspire. Der Rafaga wurde mit zwei verschiedenen Fünfzylinder-Ottomotoren der Honda G-Serie angeboten, einem kleineren G20A-Motor mit 2,0 Litern Hubraum und 118 kW (160 PS) sowie einem größeren G25A-Motor mit 2,5 Litern Hubraum und 140 kW (190 PS). In Japan wurde der kleinere G20A-Motor mit Normalbenzin betrieben, während der größere G25A-Motor mit Superbenzin betrieben wurde.

### Design und Ausstattung
Der Kühlergrill hat die Form eines umgekehrten Dreiecks, das in die vordere Stoßstange übergeht, und ein kleines Honda „H“-Logo an der Spitze. Der Rafaga hatte außerdem einen langen niedrigen Vorderwagen aufgrund der Platzierung des Motors sowie einen kurzen Kofferraum, was der Aerodynamik zugutekam.
Der Innenraum war mit Echtholzpaneelen des japanischen Möbelherstellers Tendo Mokko auf dem Armaturenbrett und der Mittelkonsole ausgestattet, wobei Leder als Option für den „2.5 S“ erhältlich war. 1994 waren Doppelairbags für Fahrer und Beifahrer, ABS sowie ein Glasdach erhältlich. Die Verfügbarkeit von zwei Motorgrößen bot den japanischen Käufern die Möglichkeit zu entscheiden, wie viel jährliche Kfz-Steuer sie zu zahlen bereit waren. Der größere 2,5-Liter-Motor bot eine umfangreichere Serienausstattung, um die höhere Steuerlast zu rechtfertigen. Die Ausstattungsvariante „2.5 S“ verfügte außerdem über eine Domstrebe im Motorraum.
Als 1997 die Rezession in Japan, die so genannte „Bubble Economy“, einsetzte und die Nachfrage nach dem Accord stark blieb, wurden der Rafaga und der Ascot eingestellt und 1997 durch den Honda Torneo ersetzt.